# Tangarão do Sul
Tangarão do Sul (em indonésio: Tangerang Selatan) é uma cidade da Indonésia na província de Bantém. Faz parte da área metropolitana de Jacarta.De acordo com o Censo de 2010, a sua população estimada é de 1.303.569 habitantes.Sua área total é de 147,19 km ².